# Монтесума (округ, Колорадо)
Шаблон:StateAbbr_ 37°20′ пн. ш. 108°36′ зх. д. / 37.34° пн. ш. 108.6° зх. д.
Округ Монтесума (англ. Montezuma County) — округ (графство) у штаті Колорадо, США. Ідентифікатор округу 08083.

## Історія
Округ утворений 1889 року.

## Демографія
За даними перепису
2000 року
загальне населення округу становило 23830 осіб, зокрема міського населення було 8061, а сільського — 15769.
Серед мешканців округу чоловіків було 11716, а жінок — 12114. В окрузі було 9201 домогосподарство, 6518 родин, які мешкали в 10497 будинках.
Середній розмір родини становив 3,04.
Віковий розподіл населення поданий у таблиці:
| Стать    | До 15 років | 15-21 | 22-29 | 30-39 | 40-49 | 50-65 | 65-85 | Понад 85 |
| -------- | ----------- | ----- | ----- | ----- | ----- | ----- | ----- | -------- |
| Чоловіки | 2791        | 1135  | 930   | 1535  | 1880  | 1996  | 1354  | 95       |
| Жінки    | 2571        | 1054  | 983   | 1614  | 1937  | 2105  | 1589  | 261      |

## Суміжні округи
- Долорес — північ
- Сан-Хуан — північний схід
- Ла-Плата — схід
- Сан-Хуан, Нью-Мексико — південь
- Апачі, Аризона — південний захід
- Сан-Хуан, Юта — захід

## Виноски
1. ↑  U.S. Decennial Census. United States Census Bureau. Архів оригіналу за 19 липня 2018. Процитовано 8 червня 2014.
2. ↑  Historical Census Browser. University of Virginia Library. Архів оригіналу за 11 серпня 2012. Процитовано 8 червня 2014.
3. ↑  Population of Counties by Decennial Census: 1900 to 1990. United States Census Bureau. Архів оригіналу за 31 липня 2014. Процитовано 8 червня 2014.
4. ↑  Census 2000 PHC-T-4. Ranking Tables for Counties: 1990 and 2000 (PDF). United States Census Bureau. Архів оригіналу (PDF) за 18 грудня 2014. Процитовано 8 червня 2014.
5. ↑  State & County QuickFacts. United States Census Bureau. Архів оригіналу за 28 липня 2011. Процитовано 8 червня 2014.(англ.) Наведено за англійською вікіпедією.
6. ↑  American FactFinder. Бюро перепису населення США. Архів оригіналу за 26 лютого 2012. Процитовано 31 січня 2008.

| США | Це незавершена стаття з географії США. Ви можете допомогти проєкту, виправивши або дописавши її. |